# Kalthausen (Wüstung)
Das Vorwerk Kalthausen (des Klosters Thalbürgel) war einst eine Wasserburg und ist jetzt eine Wüstung in der Gemarkung des Ortsteils Thalbürgel der Gemeinde Bürgel im Saale-Holzland-Kreis in Thüringen.

## Lage
Der flache ehemalige Burghügel vom Klostervorwerk Kalthausen ist noch mit einer kreisförmigen mit Bäumen und Sträuchern bewachsenen einstigen und verlandeten Wassergrabenanlage umgeben. Die Wüstung befindet sich am Ende der westlichen Gemarkung des Ortsteils Thalbürgel an einer Ortsverbindungsstraße (ehemalige Handelsstraßen Erfurt-Altenburg/Regensburg-Leipzig) zum Ortsteil Gniebsdorf mit Anschluss an die Bundesstraße 7.

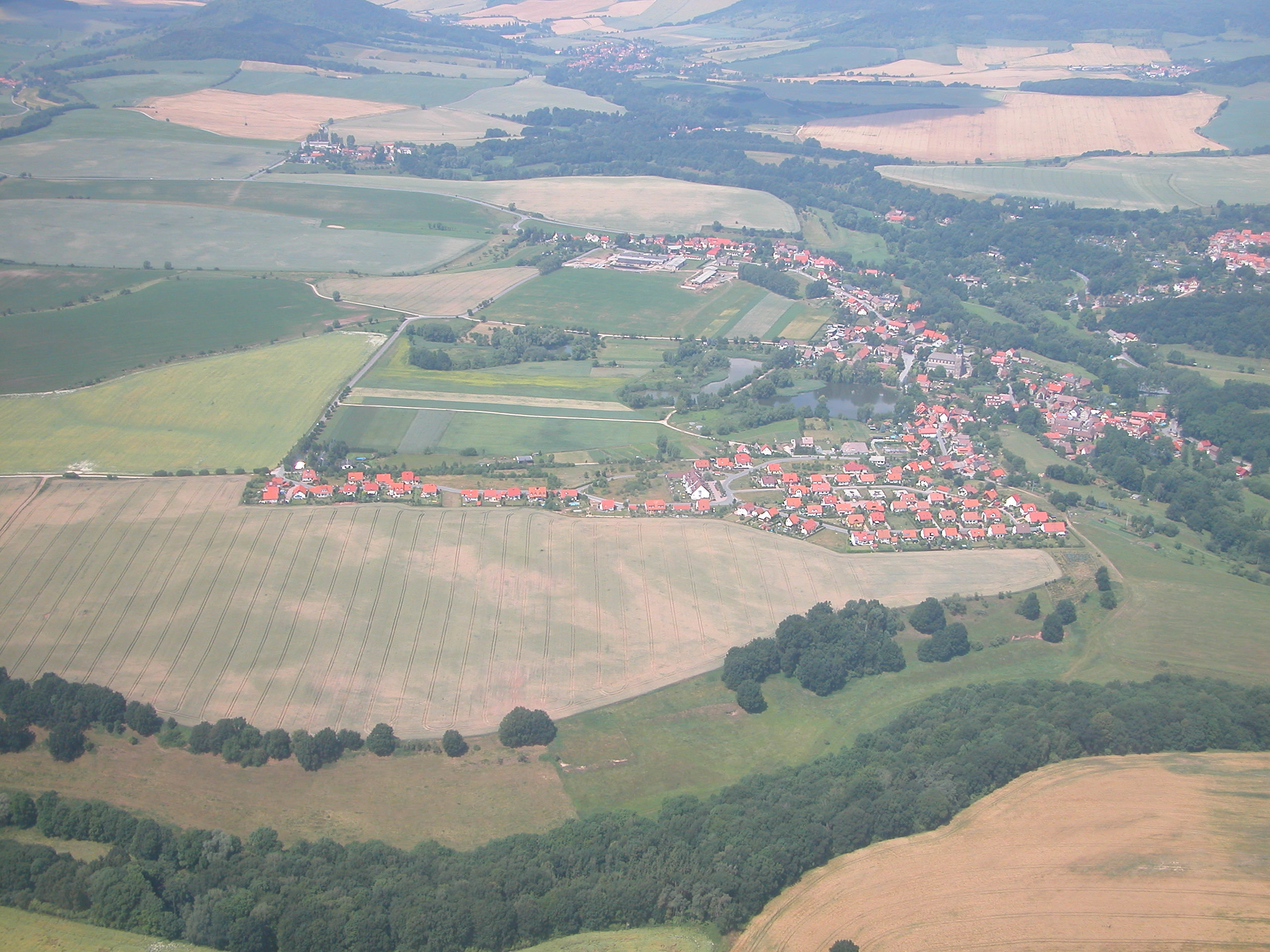
Thalbürgel im Jahr 2005. Burgareal in der Bildmitte (links neben den zwei großen Teichen)
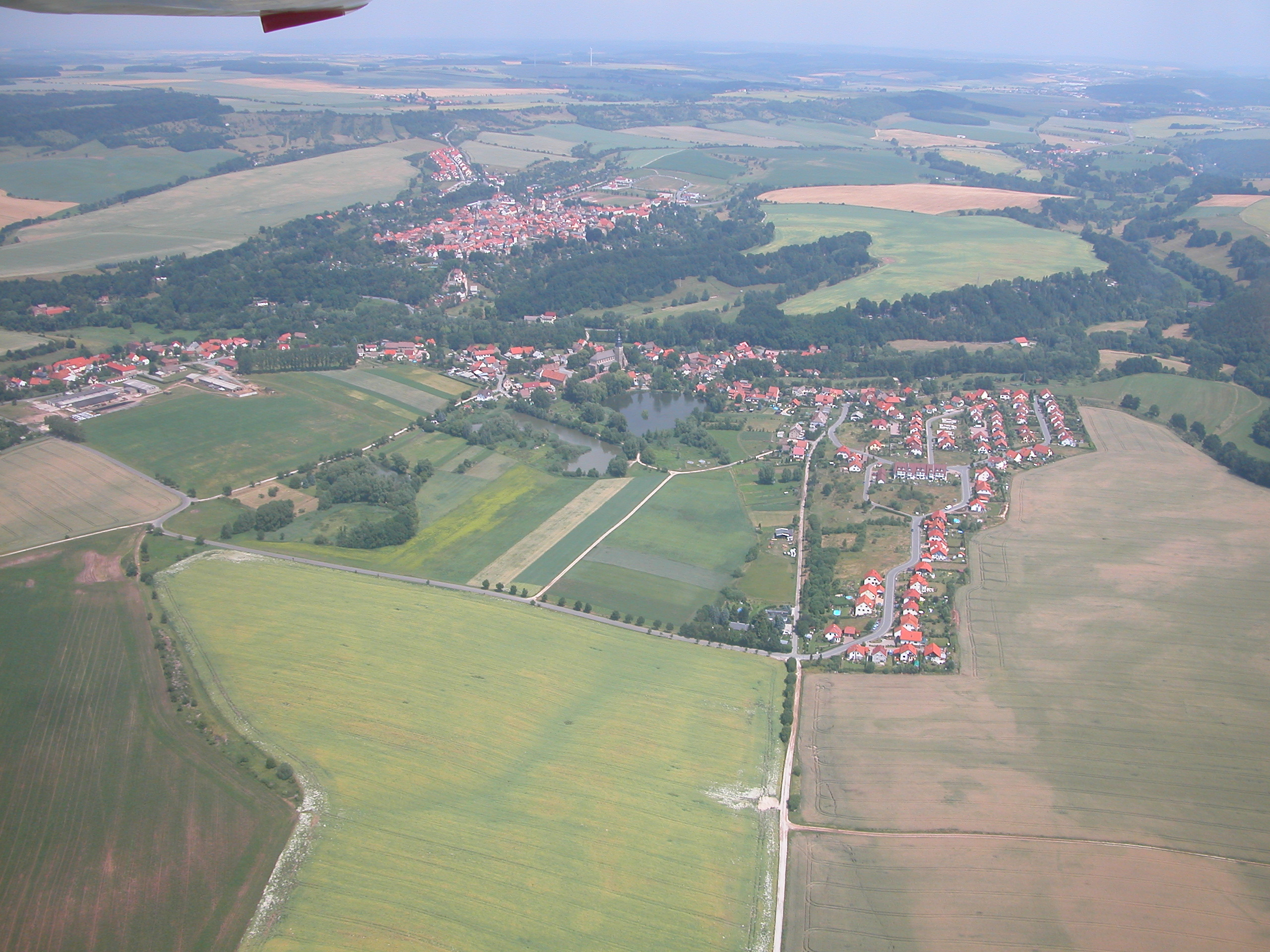
Burgareal in linker Bildmitte neben Wegekreuzung. Burghügel rund mit Bäumen umstanden  (Areal des Wassergrabens). 2005.
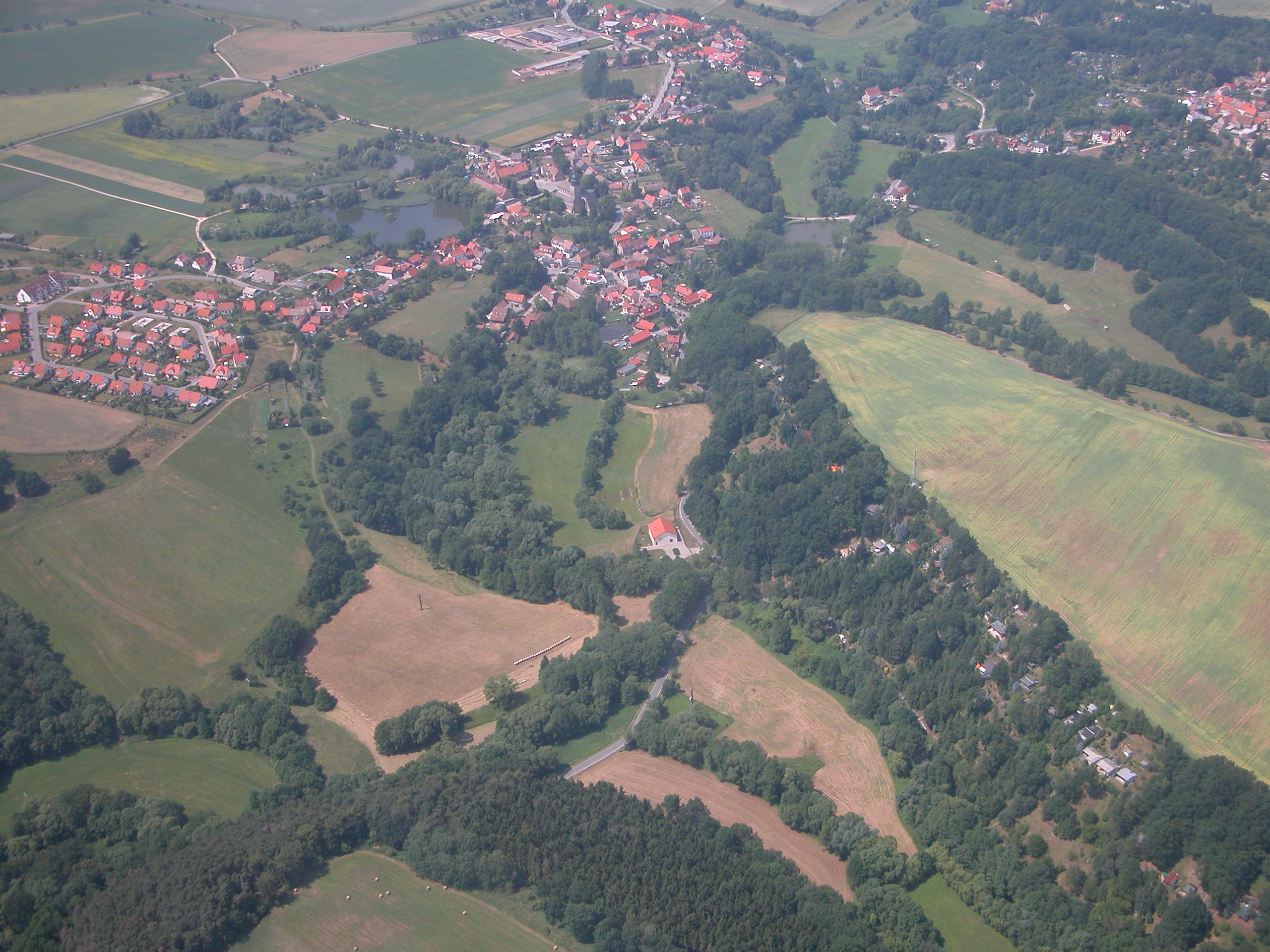
Im Bild Wassergrabenrest vor dem Burghügel sichtbar. Der vorgelagerte schmale Teich war möglicherweise ein Graben einer Vorburg oder eines Wirtschaftshofes.

## Geschichte
Die Burg existierte wohl schon vor der Gründung des Klosters 1133. Sie diente zur Kontrolle und zum Schutz der Gleisefurt (Quere genannt) beim Queren der Regensburger- und Altenburger Straße in beiden Richtungen. Mönche haben die Burgstelle zum Wirtschaftshof und Vorwerk umgebaut. Nach der Reformation wurde der Freihof Gniebsdorf zum ökonomischen Mittelpunkt der neu gebildeten Domäne Thalbürgel und Kalthausen fiel nach und nach wüst.